# Nashville Songwriters Hall of Fame
De Nashville Songwriters Hall of Fame (voorheen Nashville Songwriters Association's Hall of Fame) werd in 1970 opgericht om de muziek van songwriters uit de Amerikaanse plaats Nashville in ere te houden.

## Leden
| Jaar | leden |
| ---- | --- |
| 1970 | Gene Autry, Johnny Bond, Albert Brumley, Alvin Pleasant Carter, Ted Daffan, Vernon Dalhart, Rex Griffin, Stewart Hamblin, Pee Wee King, Vic McAlpin, Bob Miller, Leon Payne, Jimmie Rodgers, Fred Rose, Redd Stewart, Floyd Tillman, Merle Travis, Ernest Tubb, Cindy Walker, Hank Williams sr. en Bob Wills |
| 1971 | Smiley Burnette, Jenny Lou Carson, Wilf Carter, Zeke Clements, Jimmie Davis, Alton & Rabon Delmore, Al Dexter, Vaughn Horton, Bradley Kincaid, Bill Monroe, Bob Nolan, Tex Owens, Tex Ritter, Carson J. Robison, Gene Sullivan, Tim Spencer, Jimmy Wakely, Wiley Walker, en Scotty Wiseman                   |
| 1972 | Boudleaux and Felice Bryant, Lefty Frizzell, Jack Rhodes en Don Robertson |
| 1973 | Jack Clement, Don Gibson, Harlan Howard, Roger Miller en Willie Nelson |
| 1974 | Hank Cochran |
| 1975 | Bill Anderson, Danny Dill, Eddie Miller, Marty Robbins, Wayne Walker en Marijohn Wilkin |
| 1976 | Carl Belew, Dallas Frazier, John D. Loudermilk, Moon Mullican en Curly Putman |
| 1977 | Johnny Cash, Woody Guthrie, Merle Haggard en Kris Kristofferson |
| 1978 | Joe Allison, Hank Snow en Don Wayne |
| 1979 | Thomas A. Dorsey, Louvin Brothers (Charles en Ira Louvin), Elsie McWilliams en Joe South |
| 1980 | Ted Harris, Mickey Newbury, Ben Peters en Ray Stevens |
| 1981 | Bobby Braddock en Ray Whitley |
| 1982 | Chuck Berry en William J. "Billy" Hill |
| 1983 | W.C. Handy, Loretta Lynn en Beasley Smith |
| 1984 | Hal David en Billy Sherrill |
| 1985 | Bob McDill en Carl Perkins |
| 1986 | Otis Blackwell en Dolly Parton |
| 1987 | Roy Orbison en Sonny Throckmorton |
| 1988 | Hoagy Carmichael |
| 1989 | Rory Michael Bourke, Maggie Cavender, Leadbelly en Whitey Shafer |
| 1990 | Jimmy Webb |
| 1991 | Charlie Black en Sonny Curtis |
| 1992 | Max D. Barnes, Wayland Holyfield en Red Lane |
| 1993 | Don Schlitz en Conway Twitty |
| 1994 | Jerry Foster & Bill Rice, Buddy Holly, Richard Leigh en Bobby Russell |
| 1995 | Waylon Jennings, Dickey Lee en Dave Loggins |
| 1996 | Jerry Chesnut, Kenny O'Dell, Buck Owens en Norro Wilson |
| 1997 | Roger Cook, Hank Thompson en Wayne Carson |
| 1998 | Merle Kilgore, Eddie Rabbitt en Kent Robbins |
| 1999 | Tommy Collins, A.L. "Doodle" Owens en Glenn Sutton |
| 2000 | Mac Davis, Allen Reynolds en Billy Edd Wheeler |
| 2001 | Everly Brothers, Dennis Linde, Johnny Russell |
| 2002 | Dean Dillon, Bob Dylan en Shel Silverstein |
| 2003 | Hal Blair, Rodney Crowell, Paul Overstreet en John Prine |
| 2004 | Guy Clark, Billy Joe Shaver, Dennis Morgan en Freddie Hart |
| 2005 | Vince Gill, Jerry Reed, Gary Burr, Mike Reid en Roger Murrah |
| 2006 | Jimmy Buffett, Hugh Prestwood en Jim Weatherly |
| 2007 | Bob DiPiero, Lester Flatt, Mac McAnally, Dottie Rambo, Earl Scruggs en Hank Williams jr. |
| 2008 | Matraca Berg, John Hiatt en Tom Shapiro |
| 2009 | Kye Fleming, Mark D. Sanders en Tammy Wynette |
| 2010 | Pat Alger, Steve Cropper, Paul Davis en Stephen Foster |
| 2011 | Garth Brooks, Alan Jackson, John Bettis, Thom Schuyler en Allen Shamblin |
| 2012 | Tony Arata, Mary Chapin Carpenter, Larry Henly en Kim Williams |
| 2013 | Will Jennings, Layng Martine jr., Randy Owen en Jeffrey Steele |
| 2014 | Paul Craft, Tom Douglas, John Anderson en Gretchen Peters |